# Kantatie 65
La Kantatie 65 (in svedese Stamväg 65) è una strada principale finlandese. Ha inizio a Tampere e si dirige verso nord, dove si conclude dopo 95 km nei pressi di Virrat.

## Percorso
La Kantatie 65 attraversa il comuni di Ylöjärvi oltre quelli di partenza e di arrivo.